# Fermí Marimón
Fermí Marimón Marimón (El Prat de Llobregat, 1932 - 29 de gener del 2025) va ser un director,  productor i exhibidor de cinema català. Autor del curtmetratge d'animació Ballet Burlón (1960), productor del primer film de dibuixos animats en versió original catalana, Peraustrínia 2004 (1990), i fundador del Cine Capri (1967).
Formà part del grup de pioners de la producció de cinema al Prat de Llobregat que a inicis dels anys 50 i sota la direcció de Jordi Bringué filmen l'avui històric Prat documental. Amb el mateix Jordi Bringué, Fermín es convertí en exhibidor en portar a les cases barates de Can Tunis (Barcelona) el “Cine Nuevo El Cinco de Oros” des de 1954 fins a 1967.
En 1956 roda en 16 mm el curtmetratge d'objectes animats Ballet Burlón, que obtingué la medalla de plata del XIX Concurs Nacional del CEC (Centre Excursionista de Catalunya). Tornà a filmar el curt en 35 mm, en 1960, component-ne la música amb la col·laboració de Francesc Burrull. El film és seleccionat als Festivals de Canes i de Bergamo de 1961. Avui el Ballet Burlón és considerat un clàssic en la història del cinema d'animació català. El CCCB (Centre de Cultura Contemporània de Barcelona) el selecciona per formar part de les 40 obres audiovisuals de tota la història del cinema experimental espanyol en el cicle “Del éxtasis al arrebato” que viatja per tot el món de 2009 a 2012.
Produí i realitzà desenes de curtmetratges en els anys 60 i 70 com Okay Mercurio, Pel camí de Proust, Darrere la porta, Un paraíso perdido (curtmetratge recuperat en documentals actuals sobre el Delta del Llobregat), Els titllets o Flashamlet. Reuní el col·lectiu de cineistes amateurs del Prat i realitza amb actors del poble L'exhibidor (1978), llargmetratge sobre les desventures d'un aspirant a empresari de cinema, rodat al cinema Monmari. Produí altres curtmetratges de dibuix animat com La naturaleza olvidada (1987) de José Jorna, i altres llargmetratges com el film també de dibuix animat Peraustrínia 2004 (1989) que dirigí Àngel García i Pactar amb el gat (2007), que dirigí el seu fill Joan Marimón.
Va escriure també sobre la història del cinema al Prat de Llobregat, publicant al setmanari “Delta”. Publicà amb Rúbrica Editorial l'assaig històric cinematogràfic “Quan vam fer la Gilda” (2000), retrat de l'impacte del film Gilda (1946) en la societat catalana del moment. Posteriorment va escriure sobre la història del cinema al Prat i en concret la trajectòria professional de la família Marimón.
El municipi del Prat de Llobregat declarà un dia de dol en record del fill predilecte d'aquesta ciutat.

## Filmografia
Filmografia:

### Actor
- 1956: Ballet Burlón (curt)
- 1978: L'exhibidor
- 2007: Pactar amb el gat: Client veterinari

### Productor
- 1978: L'exhibidor
- 1990: Peraustrínia 2004 (producer)
- 2007: Pactar amb el gat

### Director
- 1956: Ballet Burlón (curt)
- 1978: L'exhibidor

## Homenatges i Premis
El setembre del 2008 l'Ajuntament del Prat dedica una exposició a tota la seva trajectòria i a la del seu amic Àngel García.
En el mes de març del 2009 al Festival d'Animació de Bilbao “AnimaBasauri” se li fa un homenatge en el que es projecten El ballet burlón i Peraustrínia 2004.
El 24 d'abril del 2009 és guardonat amb el Premi Ciutat del Prat en la seva vessant cultural.
El 26 de gener del 2010 és distingit com a Membre d'Honor de l'Acadèmia de Cinema de Catalunya.
El 20 de març del 2012 se li lliura el Premi en Àmbit de Comunicació de la Fundació Paco Candel.
L'exposició “El cinema amateur al Prat”, organitzada per l'Ajuntament del Prat, es clou amb la projecció, el fòrum i un acte d'homenatge a “Peraustrínia 2004” el 30 de gener del 2013.
El 24 de novembre del 2017 i coincidint amb els 50 anys del Cine Capri, inaugurat en 1967, és anomenat Fill Predilecte del Prat de Llobregat.